# Tây du ký (phim truyền hình 1996)
Phim Tây Du Ký được chuyển hướng đến đây, mời xem bài về các bộ phim khác cùng tên tại Tây du ký (định hướng)
Tây du ký, (tên tiếng Anh: Journey To The West), phiên bản năm 1996 do đài truyền hình TVB HongKong sản xuất và phát sóng trên đài vào ngày 18/11. Bộ phim này là lần đầu tiên TVB sản xuất phim Tây Du Ký do Lưu Sĩ Du làm nhà sản xuất. Bộ phim nhận được sự khen chê khác nhau, thế nhưng cốt truyện phiên bản 1996 là phiên bản thay đổi rất nhiều so với nguyên tác. Bộ phim đã đưa tên tuổi Trương Vệ Kiện đến với công chúng. Bộ phim nằm trong tiết mục TVB hay xuất chúng năm 1996.
Bộ phim phần I này có 30 tập, ngày phát hành ở Việt Nam là năm 1997 dưới dạng video gia đình do Fafilm Việt Nam phát hành.

## Diễn viên
- Trương Vệ Kiện – Tôn Ngộ Không
- Giang Hoa – Đường Tam Tạng
- Lê Diệu Tường – Trư Bát Giới
- Mạch Trường Thanh - Sa Tăng
- Trần Diệu Anh – Bạch Cốt Tinh
- Cung Từ Ân –  Quan Âm Đại Sĩ
- Lư Uyển Nhân - Tây Vương Mẫu
- Lý Long Cơ - Ngọc Hoàng Đại Đế
- Trần Tú Châu - Thiết Phiến Công Chúa
- Lưu Gia Huy - Ngưu Ma Vương
- Lý Dĩnh - Hằng Nga
- Quách Chính Hồng - Ngô Cương
- Lý Hoàng Sinh - Lý Tịnh
- Hà Mỹ Điền - Na Tra
- La Lan - Nhện Mẫu
- Trương Tuệ Nghi - Thi Thi
- Lưu Ngọc Thúy - Ân Ân
- Tiền Gia Lạc - Ngọc Thư
- Huệ Anh Hồng - Tướng quân Nữ Quốc
- Mã Đức Chung - Nhị Lang Thần Dương Diễn
- Vương Vĩ - Bồ Đề Sư Tổ
- Trần Ngạn Hành - Minh Nguyệt + Tiểu Vân Tước
- Trần Bội San - Công chúa Nữ Quốc
- Lưu Giang - vua Xa Trì
- Sở Nguyên - Phật Tổ Như Lai

## Vai diễn
Trương Vệ Kiện – Tôn Ngộ Không: Có thể nói, vai diễn Tôn Ngộ Không của Trương Vệ Kiện thành công và được nhiều yêu thích. Thế nhưng, vai diễn có nhiều phần quá đà, ‘’cà rỡn’’ của Trương Vệ Kiện. Đầu năm 1996, TVB bấm máy bộ phim Tây du ký, đó cũng là thời điểm cái tên Trương Vệ Kiện được mọi người nhắc đến sau 3 năm bị khán giả và báo chí Hong Kong lãng quên. Ngay trong tuần đầu tiên phát sóng, bộ phim Tây du ký I đã đạt tỷ suất bạn xem đài khá cao giúp TVB giành lại 20% lượng khán giả truyền hình bị mất. Nhờ đó mà cái tên Trương Vệ Kiện lại nổi như cồn với hiệu ứng khán giả Tây du ký. Vì đóng phim Tây du ký I anh đã "đóng đô" ở Quảng Đông suốt 5 tháng khiến cho một số công việc khác bị trì trệ, thậm chí do làm việc quá sức, anh phài nằm viện 4 ngày, ảnh hưởng đến tiến độ quay của bộ phim Giang hồ tiểu tử (Đài Loan) được bấm máy sít sao với thời điểm đóng phim Tây du ký.
Tất nhiên, một mình Trương Vệ Kiện không thể tạo nên thành công cho bộ phim Tây du Ký I, mà còn có công lao của ekip làm phim. Nhà biên kịch Trương Hoa Tiêu đã chọn một số chương hay và những nhân vật thú vị trong nguyên tác đưa lên màn ảnh, sau đó lồng thêm một số tình tiết cảm động và vui nhộn mang hơi thở nhịp sống của thập niên 90 khiến cho cốt truyện "Tây du ký" vốn quen thuộc với khán giả đã trở nên hấp dẫn hơn.
Qua tạo hình của các nhân vật, có thể thấy tổ thiết kế tạo hình đã rất tận tuỵ với công việc. Họ đã cùng các diễn viên Trương Vệ Kiện, Lê Diệu Tường, Mạch Trường Thanh, Lưu Gia Huy... đến vườn bách thú và nông trại tham quan và chú tâm quan sát hành động của những con vật mà họ sẽ diễn vì thế tạo hình của các nhân vật rất chân thật và bắt mắt, điển hình là nhân vật Tôn Ngộ Không. Thông thường loài khỉ chỉ có thói quen gãi ngứa. Trương Vệ Kiện cho rằng hành động đó không lịch sự lắm, nên anh đã lược bỏ khỏi vai diễn của mình, bời vì anh muốn thể hiện một "Mỹ Hầu Vương" đích thật, không để khán giả có bất cứ ấn tượng xấu nào về nhân vật. Anh lý giải, Tôn Ngộ Không có pháp lực cao cường, lẽ nào không kiểm soát được sự ngứa ngáy trên cơ thể mình.

## Nhạc phim
Bộ phim có bài hát mở đầu và kết phim đều do Trương Vệ Kiện trình bày, ca khúc mở đầu "Tây Du Ký" nói về sự quyết tâm của Tôn Ngộ Không trên hành trình thỉnh Tây kinh, ca khúc cuối phim "Thiên Ngoại Hữu Thiên" nói về sự oai phong, kiêu ngạo của Tề Thiên Đại Thánh. Ngoài ra, phim cũng có những bản nhạc tình huống rất hay và cảm động.

## Phần hai
Phần hai dài 42 tập, nhân vật chính có sự thay đổi: Tôn Ngộ Không do Trần Hạo Dân đóng.